# Isabelle Pasco
Isabelle Pasco (Perpinhã, 25 de abril de 1966) é uma atriz e modelo francesa.
Nos anos 1980, foi capa da revista Lui e duas vezes da Playboy francesa.
Foi casada com o ator Tchéky Karyo.